# Egzegézis
Az egzegézis, gyakran latinosan: exegézis  (a görög ἐξηγεῖσθαι ekszégeiszthai = kivezetés, kifejtés, megvilágítás, értelmezés szóból) vallási szakkifejezés, jelentése: szövegmagyarázat, szentírás-magyarázat. Szűkebb értelemben az egzegézis teológiai tudományág; a vallást elemző és értelmező magyarázatának tudománya. Feladata a szöveg megértése, jelentésének tisztázása és összefüggéseinek feltárása. A modern szóhasználatban az egzegézis magában foglalhat gyakorlatilag bármilyen szöveg kritikai értelmezését, beleértve nemcsak a vallási szövegeket, hanem a filozófiát és az irodalmat is, vagy gyakorlatilag bármilyen más műfajú írás. 
A bibliai exegézis kifejezést használják a Biblia tanulmányozásának megkülönböztetésére más szövegmagyarázatoktól.
Az egzegézis tudományában jártas tudós az egzegéta.

## Az egzegézis lépései
A szöveg teológiai tartalmának feltárása több lépésben történik. Ezek bármelyikének kihagyása hibás, de legalábbis csonka eredményre vezet.

### Szövegkritika
Első lépésként meg kell vizsgálni a rendelkezésünkre álló szöveg eredetiségét. Több szövegváltozat esetén rekonstruálni kell azt a szöveget, amely vélhetőleg leginkább megegyezik az eredetivel.